# Великобережская сельская община
Великобережская сельская общи́на (укр. Великоберезька сільська громада) — территориальная община в Береговском районе Закарпатской области Украины.
Административный центр — село Великие Береги.
Население составляет 6 231 человек. Площадь — 128 км².

## Населённые пункты
В состав общины входит 5 сёл:
- Великие Береги
- Берегуйфалу
- Квасово
- Нижние Реметы
- Верхние Реметы